# Златиця (Болгарія)
Злати́ця (болг. Златица) — місто в Софійській області Болгарії. Адміністративний центр общини Златиця.

## Населення
За даними перепису населення 2011 року у місті проживали 5084 особи.
Національний склад населення міста:
| Національність   | Кількість осіб | Відсоток |
| ---------------- | -------------- | -------- |
| болгари          | 4635           | 95,8%    |
| цигани           | 141            | 2,9%     |
| турки            | 27             | 0,6%     |
| інша             | 13             | 0,3%     |
| не визначились   | 23             | 0,5%     |
| Всього відповіли | 4839           |          |

Розподіл населення за віком у 2011 році:
Динаміка населення: